# کومو بارغبی
کومو بارغبی (به لاتین: Kvemo Barghebi) یک منطقهٔ مسکونی در گرجستان است که در آبخازستان واقع شده‌است. کومو بارغبی ۱٬۶۷۷ نفر جمعیت دارد.